# Tremoctopus gracilis
Tremoctopus gracilis is een inktvissensoort uit de familie van de Tremoctopodidae. De wetenschappelijke naam van de soort werd voor het eerst geldig gepubliceerd in 1852 door Eydoux e Souleyet.